# Toyama Kametarō

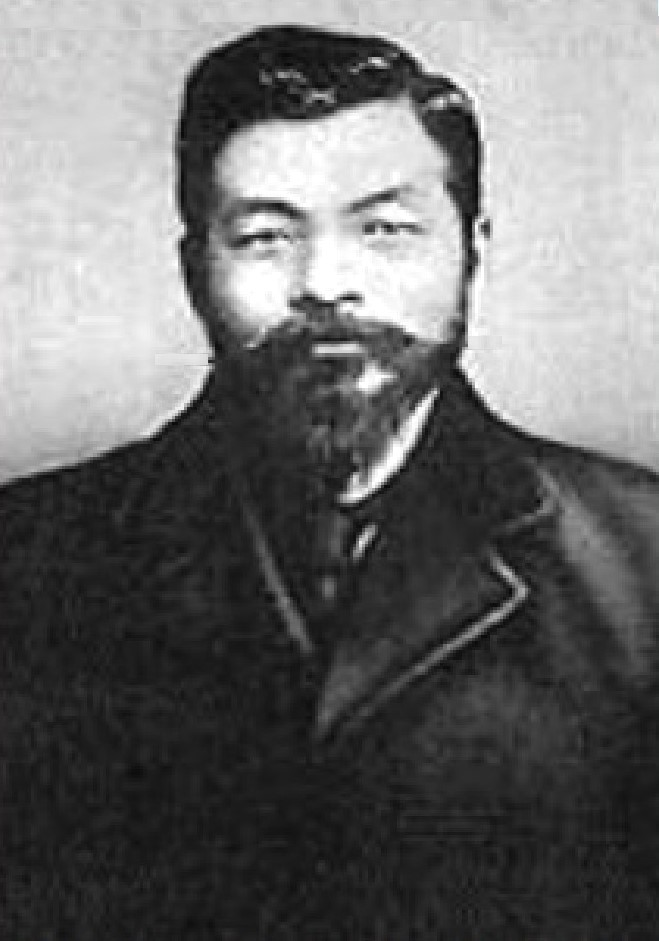
Toyama Kametarō

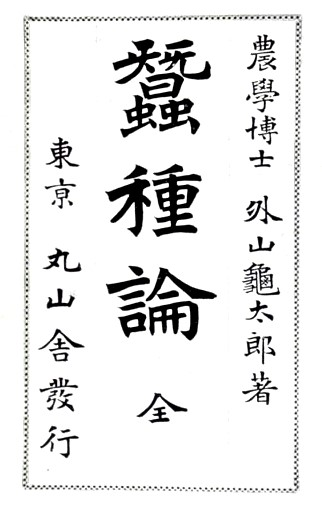
Theorie der Seidenraupenzucht

Toyama Kametarō (japanisch 外山 亀太郎; * 23. Oktober 1867 in Koayu (Provinz Sagami); † 29. März 1918 in Tokio) war ein japanischer Genetiker und Seidenraupenzüchter in der Meiji- und Taishō-Zeit. Mit Seidenraupen bestätigte er weltweit erstmals Mendelsche Regeln bei Tieren.

## Leben und Wirken
Toyama Kametarō begann 1885 ein Studium an der „Tōkyō Schule für Landwirtschaft“ (東京農林学校, Tōkyō nōka gakkō) und machte 1892 seinen Abschluss an der aufgewerteten  „Kaiserlichen Universität für Landwirtschaft“  (帝国大学農科大学, Teikoku daigaku nōka daigaku). Während dieser Zeit studierte er unter Anleitung des Zoologen Ishikawa Chiyomatsu (1860–1935) in der Abteilung für Seidenraupen die Spermatogenese von Seidenraupen und begann 1900 mit der Genforschung. Diese Forschungen führte er weiter, als er von 1902 bis 1905 vom „Ministerium für Landwirtschaft und Handel“ (農商務省, Nōshōmu-shō) zum thailändischen „Imperial Sericulture Research Institute“ (シャム帝室養蚕研究所, Siam teishitsu yōsan kenkyūjo) als Chef-Serikultur-Ingenieur entsandt wurde. Die Ergebnisse der Genforschung wurden 1906 in einem Universitätsbulletin veröffentlicht, nur sechs Jahre seit Mendels „Wiederentdeckung“ (1900), was als große Leistung gewürdigt wurde.
Nach seinem Universitätsabschluss arbeitete Toyama als Assistent an seiner Alma Mater, als Lehrer an der „Ausbildungsstätte für Fischerei“ (水産講習所, Suisan kōshū-sho), dann 1896 als Direktor der „Schule für Seidenraupenzucht der Präfektur Fukushima“ (福島県蚕業学校, Fukushima-ken sangyō gakkō). Er setzte sich mit großer Begeisterung für seine Forschung ein, stieß aber auf Widerstand und wurde 1899 in den Ruhestand versetzt. Er ging wieder nach Thailand, wurde nach seiner Rückkehr 1906 Doktor der Landwirtschaft, 1908 Assistenzprofessor an seiner Alma Mater, ab 1911 zugleich Lehrer an der „Produktionsstätte für Seidenraupensamen“ (原蚕種製造所, Gensanshu seizōjo). Von 1911 bis 1912 besuchte er Europa, um sich über die dortige Seidenproduktion zu informieren. 1918 wurde Toyama Professor, konnte aber, von einer Rückenmarkserkrankung befallen, die Funktion nicht ausführen. Trotz Behandlung verstarb er im Alter von nur 52 Jahren.
Bereits 1909 befürwortete Toyama in seinem Buch „Theory of Silkworms“ (蚕種論), das zur Entwicklung der Seidenraupenzuchtindustrie in Japan beitrug, die Verwendung von Seidenraupenhybriden. Er wurde 1915 von dem „Imperial Institute of Invention and Innovation“ (帝国発明協会, Teikoku hatsumei kyōkai) mit einem Preis ausgezeichnet und wurde im selben Jahr Mitglied der Kaiserlichen Akademie der Wissenschaften.
Der Bakteriologe Aoki Kaoru (青木 薫; 1877–1938) war sein jüngerer Bruder.